# Georgeta Filitti
Georgeta Filitti (sau Georgeta Mariana Filitti sau Georgeta Penelea Filitti; n. 1938, București, România) este un istoric român, autoare a numeroase studii despre personalități istorice românești.

## Biografie
După ce a studiat la școala de lângă biserica „Cuibul cu barză”, Georgeta Filitti a continuat la Liceul „Gheorghe Lazăr” din București. A absolvit Facultatea de Istorie a Universității din București în 1961, iar în 1971 și-a luat doctoratul în istorie la Universitatea „Babeș-Bolyai” din Cluj-Napoca.

## Activitate profesională
În perioada 1961-1998 a lucrat ca editor și cercetător la Institutul de Istorie „Nicolae Iorga” al Academiei Române. În 1983, a obținut Premiul „Nicolae Bălcescu” al Academiei Române pentru editarea Oratoriei lui Mihail Kogălniceanu (în total 9 volume). A fost consilier la Fundația Ion Ghica (1997-2004), bibliotecar și șef de serviciu la Biblioteca Metropolitană București (2004-2007) și cercetător la Institutul Național pentru Memoria Exilului Românesc (2007-2010). A publicat numeroase cărți, ediții critice, peste 400 de articole în reviste de specialitate din țară și străinătate.
Este lector la Fundația Calea Victoriei din 2009. În 2010 a demarat aici o serie de 70 conferințe sub titlul „Istoria românilor prin familii”, despre familii boierești de seamă cât și despre La Belle Époque, despre istoria românilor, despre poveștile Bucureștiului de altă dată, a instituțiilor de seamă si a clădirilor de patrimoniu încă existente în capitală și în împrejurimi. A susținut peste 50 de conferințe în cadrul fundației.
În perioada 2011-2012 a susținut o serie de conferințe sub titlul „În vizită la…”, găzduite de diverse clădiri de patrimoniu pline de istorie: Palatul Cotroceni, Palatul BNR, Palatul Cantacuzino, Palatul Ghica Tei, Palatul de Justiție, Palatul Suțu, Palatul Cesianu-Racoviță, Casa Titulescu, Casa Monteoru-Catargi, Casa Capșa.

## Lucrări publicate
A.  Ca autor
Volume individuale:
- 1973 Les foires de la Valachie pendant la période 1774-1848, Editura Academiei Române (cu numele Georgeta Penelea)
- 2006 Călătorie în timp prin București, București, Editura Do-minoR, ISBN: 978-973-8496-71-2

În antologii:
- 2006 Mileniul românesc: 1000 de ani de istorie în imagini, ed. a 2-a, București, Editura Litera Internațional,  ISBN: 973-675-296-8
- 2016 Rigas Velestinlis și Țările Române (O Rigas Velestinlis kai oi Paradounavies Roumanikes Ighemonies), Ed. bilingvă, București, Editura Omonia, ISBN: 978-973-8319-97-4
- 2018 1000 de ani de cultură și civilizație românească: o istorie în imagini (1000 years of Romanian culture and civilisation: a visual history), București, Editura Litera, ISBN: 978-606-33-3290-6

B. Ca antologator
- 2004 Călători români în Grecia, București, Editura Pegasus Press, ISBN: 973-87080-3-6
- 2008 Din viața exilului românesc: (1954-1968), vol. 1, București, Editura Fundația Culturală "Gheorghe Marin Speteanu", ISBN: 978-973-88609-4-0

C. Ca traducător
- 1998 Memoriile Principelui Nicolae Șuțu mare logofăt al Moldovei: 1798-1871, Editura Fundației Culturale Române, București, Editura Fundației Culrurale Române, Chișinău, Editura Știința, ISBN: 9735770849
- 2002 Rolul diplomatic al fanarioților: (1700-1821), de I. C. Filitti, București, Editura Do-minoR, ISBN: 9738590175
- 2003 Curcubeie: [memorii]: vol. 1: Popasuri ale tinereții mele, vol. 2: Fericit ca Ulise, de Matila Ghyka, București, Editura Curtea veche, ISBN: 9738356865 (vol. 1), ISBN: 9738356873 (vol. 2), ISBN: 973-8356-85-7 (set)
- 2015 Povestea unei iubiri: jurnalul Ellei Filitti, adnotat de Principele Carol: (22 iunie 1915 - 22 decembrie 1916), București, Editura Corint, ISBN: 9786068723242
- 2016 Pagini de jurnal: (1891-1950), de Irina Procopiu, Iași, Editura Polirom, ISBN: 9789734653621
- 2019 Istoria Franței povestită Julietei, de Jean Duché, Brașov, Editura Libris Editorial, ISBN: 9786060291237
- 2019 Memoriile unui pașoptist-model: amintiri politice și diplomatice: 1848-1903, de Iancu Bălăceanu, București, Editura Humanitas, ISBN: 9789735051709
- 2021-2022 Pagini de jurnal, vol.1-2, de Simona Lahovary, București, Editura Corint, ISBN: 9786067939767 (vol. 1), ISBN: 9786060881209 (vol. 2), ISBN: 9786067939781 (set)
- 2021 Însemnări zilnice: 1929, de Regina Maria a României, București, Editura Corint, ISBN: 9786067939941 (set)

D. Ca editor
- 2017 Rețete culese de la cinci brașovence, Maria Braniște, Marioara Popovici, Valeria Căliman, Sânziana Migia, Mălina Dumitrescu, Brașov, Editura Libris Editorial, ISBN: 9786068814599

E. Ca editor științific
- 1977 Opere, vol. 4-5, de Mihai Kogălniceanu, Editura Academiei Române
- 1982 Opere economice, de Nicolae Iorga, Editura Științifică și Enciclopedică
- 1994 Discursuri parlamentare, de Mihail Kogălniceanu, București, Editura Minerva, ISBN: 9732104201
- 1996 Românii și ideea federalistă, de George Ciorănescu, București, Editura Enciclopedică, ISBN: 9734501860
- 1998 Vocile exilului: [antologie de articole], București, Editura Enciclopedică, ISBN: 9734502514
- 2001 Paris, astăzi și mâine, de Micaela Catargi, București, Editura Fundației Culturale Române, ISBN: 9735772000
- 2004 Ioan C. Filitti: omul prin operă, București, Editura Pegasus Press, ISBN: 9738708028
- 2004-2020 Călători străini despre Țările Române în secolul al XIX-lea (Foreign travellers about the Romanian Countries in the XIXth Century): serie nouă, vol. 1-11, București, Editura Academiei Române, ISBN: 973-27-1129-9 (set)
- 2006 Istoria românilor: în zece volume: vol. 8: Revoluționarii, de Nicolae Iorga, Ed. a 2-a, București, Editura Enciclopedică, ISBN: 9789734505494
- 2007 Românii despre Rigas: repere istoriografice (Oi roumanoi gia ton Riga: istorikes anaphres), București, Editura Omonia, ISBN: 978-973-8319-45-5
- 2018 Basarabia noastră: antologie, de Nicolae Iorga, Ploiești, Editura Karta-Graphic, ISBN: 9786066931106

F. Interviuri
- 2022 România de totdeauna: Simona Preda în dialog cu acad. Georgeta Filitti, București, Editura Corint Istorie, ISBN: 9786060881322

## Premii și distincții
A fost decorată de Regele Mihai I cu Crucea Casei Regale, în anul 2012, și de Președintele României, cu Ordinul Național "Serviciul Credincios" în grad de Cavaler, în anul 2019. În anul 2022 a fost aleasă membru de onoare al Academiei Române.